# ВТТ Берелеховського ГРУ
ВТТ Берелеховського ГРУ (рос. ИТЛ БЕРЕЛЕХСКОГО РАЙОННОГО ГЕОЛОГОРАЗВЕДОЧНОГО УПРАВЛЕНИЯ ДАЛЬСТРОЯ, ЛО Берелехского РайГРУ, ЛО Берелехского ГРУ) — табірний підрозділ, що діяв у структурі Дальбуду.

## Історія
ВТТ Берелеховського ГРУ був організований в 1951 році як табірне відділення, в тому ж році перетворений у виправно-трудовий табір, а в 1953 знову перетворений в табірне відділення. Управління ВТТ розміщувалося в селищі Нексикан, Магаданська область. В оперативному командуванні воно підпорядковувалося спочатку Головному управлінню виправно-трудових таборів Дальбуду, а пізніше Управлінню північно-східних виправно-трудових таборів Міністерства Юстиції СРСР (УСВИТЛ МЮ) (пізніше УСВИТЛ переданий в систему Міністерства Внутрішніх Справ).
Максимальна одноразова кількість укладених могло досягати більше 2500 чоловік. Основним видом виробничої діяльності ув'язнених були геологорозвідувальні та сільськогосподарські роботи.
ВТТ Берелеховського ГРУ припинив своє існування в 1953 році.